# Rampur (pargana)
Rampur fou una pargana del districte de Partabgarh a l'Oudh, al tahsil de Behar entre el riu Sai al nord i el Ganges al sud. La superfície era de 464 km² i la població de 73.962 habitants el 1881 repartits en 191 pobles tots tinguts en la tinença coneguda com a talukdari, formant dos estats: el talukdari de Rampur, governat pels rages bisen kshattriya; i el talukdari de Kaithaula, governat pels rages kanhpuria kashattriya.